# Etienne Charles
Etienne Charles (* 24. Juli 1983 in Port of Spain) ist ein trinidadischer Jazztrompeter, der auch Flügelhorn und Cuatro spielt und als Perkussionist und Sänger tätig ist.

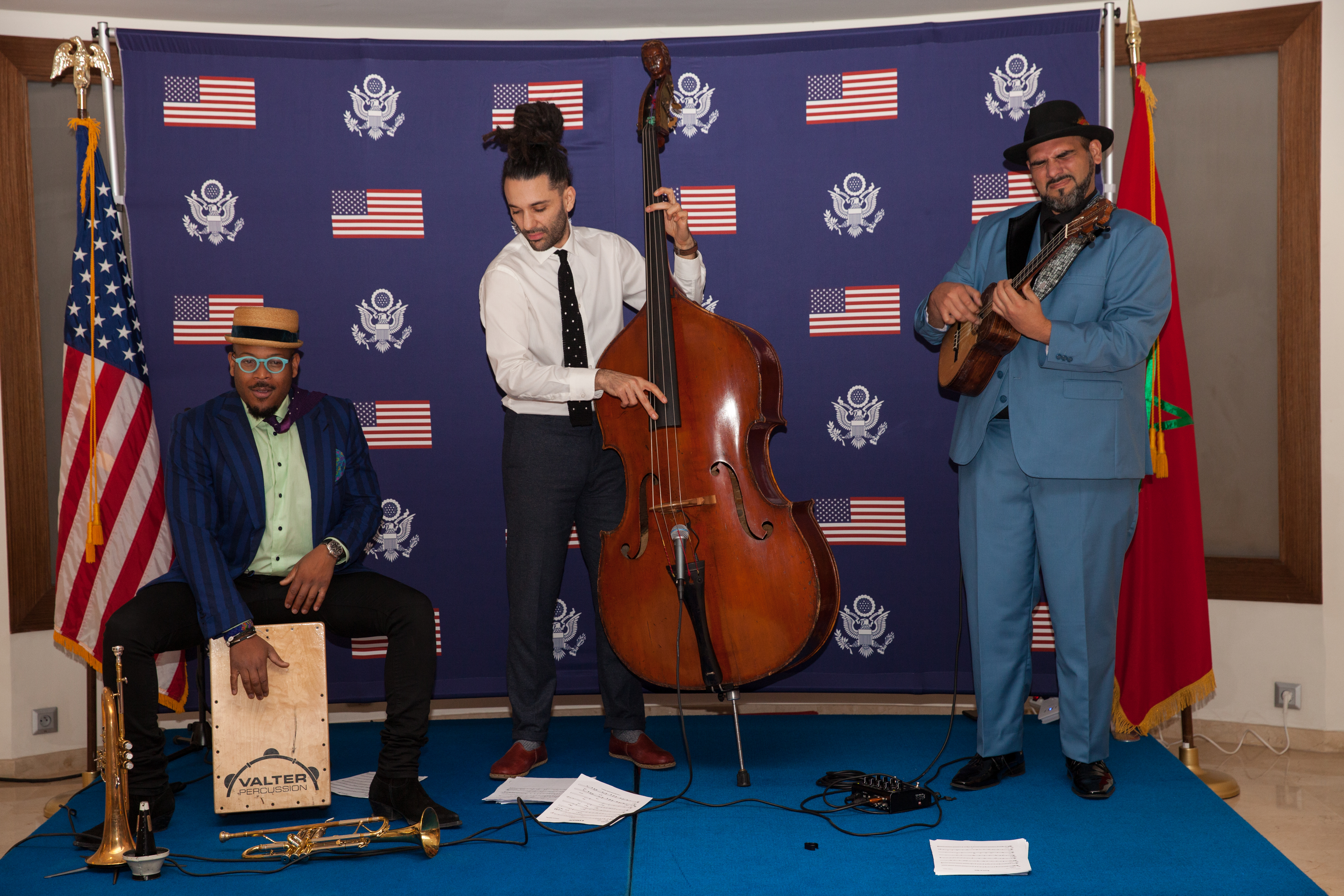
Etienne Charles (links, 2010)

## Leben und Wirken
Etienne Charles hatte zunächst Unterricht bei seinem Großvater Ralph Charles, in der Steel-Drum-Band seines Vaters Francis namens Phase II Pan Groove hatte er erste professionelle Auftritte. Er besuchte das renommierte Fatima College in Port of Spain. 2002 zog er in die Vereinigten Staaten und studierte Musik an der Florida State University und an der New Yorker Juilliard School, wo er 2008 den Master erwarb. In dieser Zeit arbeitete er mit Wynton Marsalis und Marcus Roberts.
2006 gewann Charles die National Trumpet Competition im Jazzbereich; im selben Jahr erschien auch sein Debütalbum Culture Shock. In seiner Band arbeitete er mit Ronny Jordan, Vincent Gardner und Ralph MacDonald. In seiner Musik bezieht er Rhythmen der Antillen, vor allem Calypso ein. 2013 legte er das Album Creole Soul vor, in dem er R&B, karibische und Südstaatenmusik wie den New Orleans Jazz verbindet. 2015 erhielt er ein Guggenheim-Stipendium. 2018 trat er dem SFJazz Collective bei; mit diesem trat er im selben Jahr beim Frankfurter Jazzfestival auf. Im Bereich des Jazz war er zwischen 2008 und 2018 an 15 Aufnahmesessions beteiligt.
Seit 2011 unterrichtet er als Assistant Professor am Musikcollege der Michigan State University.

## Diskografie (Auswahl)
- 2006: Culture Shock (kein Label)
- 2009: Folklore (kein Label)
- 2011: Kaiso (Culture Shock Music)
- 2013: Creole Soul (Culture Shock Music)
- 2015: Creole Christmas (Culture Shock Music)
- 2016: San Jose Suite (Culture Shock Music)
- 2019: Carnival: The Sound of a People, Vol. 1 (Culture Shock Music)
- 2022: SFJazz Collective: |New Works Reflecting the Moment
- 2024: Creole Orchestra (Culture Shock, mit René Marie u. a.)[5]
- 2025: Gullah Roots, mit Godwin Louis, Christian Sands, Alex Wintz, Russell Hall, Harvel Nakundi, Quentin E. Baxter